# 144496 Reingard
144496 Reingard este un asteroid din centura principală de asteroizi.

## Descriere
144496 Reingard este un asteroid din centura principală de asteroizi. A fost descoperit pe 14 martie 2004 la Wildberg de Rolf Apitzsch. Asteroidul prezintă o orbită caracterizată de o semiaxă mare de 2,68 ua, o excentricitate de 0,13 și o înclinație de 12,2° în raport cu ecliptica.